# Luopu, Guangdong
Luopu (kinesiska: 洛浦) är ett stadsdelsdistrikt (jiedao) i sydöstra Kina. Det ligger i stadsdistriktet Panyu i provinshuvudstaden Guangzhou i provinsen Guangdong, omkring 10 kilometer söder om centrala Guangzhou. Antalet invånare är 89 294. Befolkningen består av 44 123 kvinnor och 45 171 män. Barn under 15 år utgör 16,0 %, vuxna 15-64 år 77 %, och äldre över 65 år 5,0 %.